# Palliduphantes bayrami
Palliduphantes bayrami es una especie de araña tejedora de sábana perteneciente al género Palliduphantes, categorizada en el grupo Araneomorphae, orden Araneae.
Fue descrita por Demir, Topçu y Seyyar en 2008. La especie aparece registrada y publicada en una sección de A new species of Palliduphantes from Turkish caves (Araneae: Linyphiidae). Entomological News. 119(1): 43-46 de 2008.
La longitud del cuerpo del macho mide 2,0 mm y el de la hembra 2,5 mm. Tanto el macho como la hembra cuentan con la misma coloración. Habita en cuevas.

## Distribución
Se distribuye por Turquía.